# Living toys
Living toys (opus 9) is een compositie van Thomas Adès.
Het is een zogenaamd vroeg werd van deze Britse componist. Hij schreef het voor kamerorkest in 1993 voor zijn studie aan de Universiteit van Cambridge. Dirigent Oliver Knussen, liefhebber van het genre, nam het mee naar de Barbican Hall waar hij het London Sinfonietta leidde op 11 februari 1994. De titel werd verklaard uit de grootse dromen die een klein kind antwoordt op een vraag van een volwassene van wat er van hem zal worden. De volwassene ziet al in dat het heldenleven voor hun beiden niet is weggelegd en dat de werkelijkheid minder heldhaftig is dan die dromen ontloken aan het hun omringende speelgoed. Adès schreef daartoe een tekst als uitleg in de partituur
Het werk kent vijf secties, die onderbroken worden door drie stukken die een taalkundig anagram zijn van elkaar:
- sectie 1: Angels
- sectie 2: Aurochs; hier wordt onder meer een stierengevecht weergegeven, instrumentalisten moeten klappen en er zijn castagnetten te horen
- BALLETT
- sectie 3: Militiamen
- sectie 4: H.AL.’s death ee; verwijzing naar de computer H.A.L. uit 2001: A Space Odyssey van Stanley Kubrick; bij de uitschakeling van de computer is Daisy Bell te horen, dat Adès nauwelijks herkenbaar in zijn werk verstopt
- BATLLE
- sectie 5: Playing funerals: hoogtepunt van het werk, dat ontaardt in hevige dissonantie.
- TABLET; soort coda waarin instrumenten uit het begin weer terugkomen; het werk sluit af met drie slagen op de gong waarna hoorn en violen wegsterven.

Orkestratie:
Voor het werk zijn veertien musici nodig; ze wisselen constant van instrument:
- 1 fluitist met dwarsfluit en piccolo, 1 hoboïst met hobo en althobo en sopraninoblokfluit, 1 klarinettist met klarinet, esklarinet en basklarinet, 1 fagottist met fagot en contrafagot
- 1 hoornist met hoorn en zweep, 1 trompettist met trompet en piccolotrompet, 1 trombonist met trombone,
- 1 percussionist, 1 pianist,
- 1 eerste violist, 1 tweede violist, 1 altist, 1 cellist, 1 contrabassist.

In 1997 nam Markus Stenz Living toys op met het London Sinfonietta. EMI legde het vast voor een compact disc met vier andere vroege werken. Het bleef voor zover bekend de enige opname van dit werk. De opname werd bij diverse releases hergebruikt.
- Gemeinsame Normdatei: 300572301
- Library of Congress Control Number: no99058262
- MusicBrainz work: fc4da316-8bc2-4e47-bd6e-0749aac3fd8a
- Virtual International Authority File: 180464399